# ملکه (روستا)
 ملکه  به عربی ( الَملِکَة  )، روستایی است از روستاهای (بنی حشیش) در ۱۱ کیلومتری شرقی شهر صنعاء، در عزلهٔ (المشارلة)، در ناحیهٔ (االمواسطة) وأعمال الحجریة،، از توابع استان استان صَنعاء در کشور یمن در شبه جزیره عربستان.

## جمعیت
جمعیت آن (۲۹۶) نفر (۹ خانوار) می‌باشد.